# Course de Šmarna Gora
La course de Šmarna Gora (en slovène : Tek na Šmarno Goro) est une course de montagne reliant la localité de Tacen dans la périphérie de Ljubljana au sommet de Šmarna Gora en Slovénie. Elle a été créée en 1979.

## Histoire
Les chemins de Šmarna Gora sont pratiqués par de nombreux sportifs lors de leurs entraînements et durant leurs discussions revient toujours la question de qui a été le plus rapide jusqu'au sommet. Afin de vérifier ces dires, la course est créée en 1979. Il s'agit d'abord d'un événement régional. La course n'a pas lieu en 1984, en raison de service national.
En 1991, la course habituelle n'a pas lieu mais à la place, la première course « Record » est organisée. Le parcours est simplement tout droit jusqu'en haut depuis Tacen, de manière similaire à un kilomètre vertical. Contrairement aux années précédentes, c'est un chronométrage électronique qui est utilisé. L'organisation professionnelle déployée fait gagner en notoriété la course. Elle est ainsi sélectionnée pour les championnats l'année suivante.
Avec l'indépendance de la Slovénie en 1991, la course connaît un nouvel essor à partir de 1992. Les championnats de Slovénie de course en montagne y sont organisés sur le nouveau parcours. L'organisation de la course est ensuite gérée par la Fédération slovène d'athlétisme à la suite de sa fondation en 1993.
La course rejoint le calendrier de la Coupe du monde de course en montagne en 2001. D'abord de manière irrégulière, elle devient ensuite la finale attitrée à partir de 2007.
En 2004, la course obtient le label de l'IAAF.
En 1996, la course « Record » est à nouveau relancée, d'abord en février, puis en juin à partir de 2016. L'Erytréen Petro Mamu détient le record en 11 min 8 s établi en 2016. En 2020, la course « Record » est déplacée au vendredi 9 octobre, la veille de la course traditionnelle en raison de la pandémie de Covid-19. L'Allemand d'origine érythréenne Filimon Abraham abaisse le record à 10 min 59 s.

## Parcours
Le parcours a subi divers petits changements au fil des années. Le départ est donné dans le village de Tacen et rejoint le sommet de Šmarna Gora en serpentant sur les chemins du mont. Le parcours mesure 3,9 km les deux premières années, puis 4,6 km jusqu'à 1990. Le dénivelé total est de 410 m positif et 50 m négatif.
En 1991, le parcours « Record » est utilisé. D'une longueur de 1,8 km, il propose un dénivelé positif de 360 m.
À partir de 1992, le parcours est rallongé. Il comporte une première montée de 360 m de dénivelé suivie par une descente de 300 m et termine par une dernière montée de 300 m. Jusqu'en 2009, il mesure 9,2 km pour un dénivelé total de +700 m et -340 m. Il est rallongé à 10 km l'année suivante pour un dénivelé total de +710 m et -350 m,.
Le parcours 2021 est modifié en raisons des mesures sanitaires liées à la pandémie de Covid-19. L'arrivée ne peut pas être tenue de manière traditionnelle au sommet. Elle est déplacée au même endroit que le départ. Le parcours effectue donc une boucle de 11,5 km avec 630 m de dénivelé positif et négatif.

## Vainqueurs

### Ancien parcours
| Année | Hommes        | Temps       | Femmes           | Temps       |
| ----- | ------------- | ----------- | ---------------- | ----------- |
| 1979  | Lado Urh      | 22 min 31 s | Terezija Geč     | 43 min 0 s  |
| 1980  | Bojan Cvajnar | 21 min 3 s  | Marjeta Pogačnik | 31 min 26 s |
| 1981  | Bojan Cvajnar | 22 min 32 s | Tina Modic       | 29 min 31 s |
| 1982  | Marjan Brodar | 22 min 32 s | Helena Žigon     | 32 min 23 s |
| 1983  | Janez Kršinar | 21 min 53 s | Helena Žigon     | 31 min 55 s |
| 1985  | Franci Teraž  | 21 min 25 s | Urša Fečur       | 28 min 44 s |
| 1986  | Zlato Orehov  | 23 min 46 s | Marija Trobec    | 28 min 19 s |
| 1987  | Jože Rogelj   | 23 min 49 s | Ada Antonin      | 31 min 58 s |
| 1988  | Lojze Oblak   | 24 min 51 s | Veronika Bohinc  | 28 min 43 s |
| 1989  | Lojze Oblak   | 25 min 7 s  | Veronika Bohinc  | 30 min 27 s |
| 1990  | Roman Hojak   | 24 min 3 s  | Nataša Nakrst    | 27 min 47 s |
| 1991  | Roman Hojak   | 11 min 54 s | Anica Živko      | 14 min 57 s |

### Nouveau parcours
| Année | Hommes              | Temps       | Femmes              | Temps       |
| ----- | ------------------- | ----------- | ------------------- | ----------- |
| 1992  | Drago Paripović     | 40 min 8 s  | Silva Vivod         | 46 min 58 s |
| 1993  | Franci Teraž        | 43 min 3 s  | Marijana Vidovič    | 54 min 12 s |
| 1994  | Lucio Fregona       | 40 min 53 s | Helena Javornik     | 51 min 0 s  |
| 1995  | Lucio Fregona       | 40 min 9 s  | Silva Vivod         | 51 min 43 s |
| 1996  | Lucio Fregona       | 40 min 57 s | Silva Vivod         | 49 min 49 s |
| 1997  | Lucio Fregona       | 40 min 1 s  | Anica Živko         | 52 min 44 s |
| 1998  | Marcel Matanin      | 41 min 9 s  | Silva Vivod         | 52 min 12 s |
| 1999  | Marco De Gasperi    | 39 min 34 s | Ines Hižar          | 50 min 57 s |
| 2000  | Marco De Gasperi    | 41 min 7 s  | Rosita Rota Gelpi   | 52 min 31 s |
| 2001  | Emanuele Manzi      | 39 min 29 s | Izabela Zatorska    | 47 min 16 s |
| 2002  | Jonathan Wyatt      | 38 min 14 s | Izabela Zatorska    | 48 min 57 s |
| 2003  | Emanuele Manzi      | 39 min 51 s | Ines Hižar          | 49 min 59 s |
| 2004  | Emanuele Manzi      | 41 min 18 s | Petra Majdič        | 52 min 18 s |
| 2005  | Robert Krupička     | 39 min 56 s | Mateja Kosovelj     | 48 min 10 s |
| 2006  | Jonathan Wyatt      | 38 min 49 s | Mateja Kosovelj     | 46 min 16 s |
| 2007  | Andrzej Dlugosz     | 41 min 25 s | Victoria Wilkinson  | 48 min 54 s |
| 2008  | Mitja Kosovelj      | 40 min 22 s | Andrea Mayr         | 45 min 24 s |
| 2009  | Antonio Toninelli   | 40 min 3 s  | Andrea Mayr         | 45 min 41 s |
| 2010  | Ahmet Arlsan        | 42 min 28 s | Andrea Mayr         | 48 min 48 s |
| 2011  | Ahmet Arlsan        | 42 min 2 s  | Lucija Krkoč        | 50 min 35 s |
| 2012  | Alex Baldaccini     | 41 min 32 s | Mateja Kosovelj     | 48 min 46 s |
| 2013  | Jossief Tekle       | 41 min 37 s | Alice Gaggi         | 49 min 58 s |
| 2014  | Petro Mamu          | 41 min 59 s | Andrea Mayr         | 48 min 4 s  |
| 2015  | Fred Musobo         | 42 min 46 s | Sarah Tunstall      | 52 min 58 s |
| 2016  | Petro Mamu          | 41 min 35 s | Andrea Mayr         | 48 min 42 s |
| 2017  | Johan Bugge         | 42 min 27 s | Andrea Mayr         | 47 min 40 s |
| 2018  | Johan Bugge         | 42 min 33 s | Lucy Wambui Murigi  | 47 min 51 s |
| 2019  | Petro Mamu          | 42 min 17 s | Lucy Wambui Murigi  | 50 min 55 s |
| 2020  | Sylvain Cachard     | 41 min 47 s | Mojca Koligar       | 52 min 22 s |
| 2021  | Timotej Bečan       | 48 min 44 s | Lucija Krkoč        | 56 min 23 s |
| 2022  | Timotej Bečan       | 43 min 47 s | Andrea Mayr         | 48 min 38 s |
| 2023  | Isacco Costa        | 43 min 13 s | Susanna Saapunki    | 49 min 41 s |
| 2024  | Richard Omaya Atuya | 41 min 30 s | Joyce Muthoni Njeru | 49 min 43 s |

 Record de l'épreuve (parcours de 10 km)